# Parodontoloog
Een tandarts-parodontoloog is een tandarts die zich gespecialiseerd heeft in de parodontologie.
Dit is een zogenaamde horizontale specialisatie na het volgen van een masteropleiding parodontologie. Dit is een postacademische opleiding die drie jaar duurt.
De Nederlandse tandarts-parodontologen worden vertegenwoordigd door de Nederlandse Vereniging voor Parodontologie (NvvP). Om erkend tandarts-parodontoloog te zijn (erkend door de NvvP), dient men niet alleen de opleiding te hebben voltooid maar tevens mee te doen aan de kwaliteitsborging van de vereniging. Dit betekent onder meer dat er onderlinge visitatie plaatsvindt en controle op de kwaliteitsrichtlijnen.
Het voeren van de titel tandarts-parodontoloog is echter niet voorbehouden, behalve de titel tandarts, waardoor het opvalt dat in Nederland ook veel tandartsen zich tandarts-parodontoloog noemen die niet erkend zijn door de NvvP. Uiteraard doen die dus ook niet mee aan het kwaliteitsborgingsprogramma van de NvvP.